# Saint-Brieuc Aglomeració
Saint-Brieuc Aglomeració (en bretó Sant-Brieg Tolpad-kêrioù - Bae an Arvor) és una estructura intercomunal francesa, situada al departament de les Costes d'Armor a la regió Bretanya, al País de Saint-Brieuc. Té una extensió de 252,57 kilòmetres quadrats i una població de 120.305 habitants (2009).

## Composició
Agrupa 14 comunes :
| - Hillion - Langueux - La Méaugon - Plédran - Plérin | - Ploufragan - Pordic - Saint-Brieuc - Saint-Donan - Saint-Julien | - Trégueux - Tréméloir - Trémuson - Yffiniac |  |

## Història
La comunitat fou creada el 29 d'octubre de 1999 pel senador Claude Saunier, aleshores alcalde de la vila-centre, com a successor del Districte del País de Saint-Brieuc cret el 27 de desembre de 1991, inspirat alhora en una associació existent des del 20 de desembre de 1988 anomenada Charte intercommunale de l'agglomération briochine (CABRI).
La comunitat és administrada per un Consell d'Aglomeració compost per 68 delegats designats pels consells municipals a prorrata per la població, El 17 d'abril de 2008 Michel Lesage, alcalde de Langueux succeí Bruno Joncour, alcalde de Saint-Brieuc, en la presidència de la Comunitat d'aglomeració.
Elegit diputat per les Costes del Nord a les Eleccions legislatives franceses de 2012 i a causa del cúmul de mandats, Michel Lesage deixà el càrrec a Armelle Bothorel, alcaldessa de La Méaugon, el 25 d'octubre de 2012.